# Josep Puig i Just
Josep Puig i Just (Perpinyà, 11 de desembre 1859 - 1929) fou empresari i numismàtic.
Fill d'en Josep Puig, fabricant de mànigues de fuet, i de Maria Just. Va néixer en el carrer petit de Sant Cristòfol núm. 12 de Perpinyà.
El seu interès per la numismàtica neix fruit de la casualitat, en trobar de camí a Canet una moneda de Ramon Berenguer IV encunyada a Barcelona.
Va marxar a fer el servei militar a Albi. Durant la seva estada a Albi va estudiar la numismàtica activament.
Durant la seva etapa com a empresari i marxant va guanyar-se molt bé la vida i va poder ampliar la seva col·lecció de moneda catalana.
L'any 1907 va fer construir la Villa des Tilleuls que en el seu testament deixaria a la ciutat de Perpinyà, juntament amb la seva col·lecció de monedes.
La Villa és actualment la seu del Musée des monnaies et médailles Joseph Puig.